# Horozköy, Efeler
Horozköy là một xã thuộc huyện Efeler, tỉnh Aydın, Thổ Nhĩ Kỳ. Dân số thời điểm năm 2010 là 150 người.